# Jari Mantila
Jari Sakari Mantila (ur. 14 lipca 1971 w Kotce) – fiński narciarz klasyczny, specjalista kombinacji norweskiej, dwukrotny medalista olimpijski oraz czterokrotny medalista mistrzostw świata.

## Kariera
Po raz pierwszy na arenie międzynarodowej Jari Mantila pojawił się 10 lutego 1990 roku, kiedy wystartował w zawodach Pucharu Świata w Leningradzie. Zajął tam 47. miejsce w konkursie rozgrywanym metodą Gundersena. W sezonie 1989/1990 wystartował jeszcze trzykrotnie, ale punktów nie zdobył i nie został uwzględniony w klasyfikacji generalnej. Z zerowym dorobkiem punktowym zakończył także starty w sezonie 1990/1991. Pierwsze pucharowe punkty zdobył 28 lutego 1992 roku w Lahti, gdzie był dwunasty w Gundersenie. Punktował także dwukrotnie w marcu tego samego roku i ostatecznie zajął 24. pozycję w klasyfikacji sezonu 1991/1992. W lutym 1992 roku Mantila wystartował na igrzyskach olimpijskich w Albertville, wraz z kolegami kończąc rywalizację w sztafecie na siódmym miejscu. W zawodach indywidualnych Jari po skokach zajmował piąte miejsce i przed wyruszeniem na trasę biegu tracił do prowadzącego Austriaka Klausa Ofnera ponad minutę. Niestety Fin nie ukończył biegu, wobec czego nie był klasyfikowany.
W trzech kolejnych latach najlepiej wypadł w sezonie 1993/1994, kiedy rywalizację pucharową ukończył na dziewiątym miejscu. Punktował we wszystkich swoich startach, czterokrotnie plasując się w czołowej dziesiątce. Najlepszy wynik osiągnął 19 marca 1994 roku w Thunder Bay, gdzie był piąty w Gundersenie. W tym czasie brał udział w mistrzostwach świata w Falun w 1993 roku oraz mistrzostwach w Thunder Bay w 1995 roku. Na szwedzkich mistrzostwach był ósmy w sztafecie, a indywidualnie uplasował się na 24. pozycji. Dwa lata później w Kanadzie osiągnął jeden z największych sukcesów swojej kariery, zdobywając srebrny medal w Gundersenie i ulegając tylko Norwegowi Fredowi Børre Lundbergowi. W sztafecie Finowie z Mantilą w składzie zajęli dziewiąte miejsce. Wystąpił także na igrzyskach olimpijskich w Lillehammer w 1994 roku, plasując się na ósmym miejscu w sztafecie oraz na czternastym w konkursie indywidualnym.
Przełom w karierze Fina nastąpił w sezonie 1995/1996. Już w trzecim starcie cyklu, 19 grudnia 1995 roku w Val di Fiemme nie tylko po raz pierwszy stanął na podium zawodów pucharowym, ale od razu odniósł zwycięstwo. Później jeszcze trzykrotnie stawał na podium,  z czego dwukrotnie był drugi i raz trzeci. Łącznie jedenastokrotnie meldował się w czołowej dziesiątce zawodów, dzięki czemu zajął trzecie miejsce w klasyfikacji generalnej, za Norwegiem Knutem Tore Apelandem i Japończykiem Kenjim Ogiwarą. Jeszcze lepiej Mantila spisywał się w sezonie 1996/1997. Ponownie cztery razy znalazł się na podium, przy czym 22 listopada 1996 roku w Rovaniemi odniósł jedyne w tym sezonie i zarazem ostatnie w karierze zwycięstwo w zawodach Pucharu Świata. W klasyfikacji generalnej lepszy był tylko jego rodak, Samppa Lajunen, a trzecie miejsce zajął Bjarte Engen Vik z Norwegii. Na mistrzostwach świata w Trondheim w 1997 roku wspólnie z Hannu Manninenem, Tapio Nurmelą i Samppą Lajunenem wywalczył srebrny medal w drużynie, a rywalizację w konkursie metodą Gundersena ukończył na 14. pozycji.
Sezony 1997/1998 i 1998/1999 przyniosły mu słabsze występy w Pucharze Świata i w efekcie miejsca poza czołową dziesiątką klasyfikacji generalnej. W tym okresie najbliżej pucharowego podium był 28 listopada 1997 roku w Rovaniemi, gdzie był czwarty w Gundersenie. W tym czasie Fin zdobył jednak dwa medale. W 1998 roku, podczas igrzysk olimpijskich w Nagano Finowie w tym samym składzie co w Trondheim sięgnęli po srebrny medal olimpijski. Po skokach znajdowali się na prowadzeniu i na trasę biegu wyruszyli z przewagą 4 sekund nad Austriakami oraz ośmiu sekund nad Norwegami. W biegu to Norwegowie okazali się najlepsi, Finowie zdołali jednak obronić drugie miejsce. Na mecie do zwycięzców stracili jednak ponad minutę. W starcie indywidualnym Jari był dziesiąty po skokach i ze stratą 3 minut i 43 sekund wyruszył na trasę biegu. W biegu tym zaprezentował się jednak słabo, tracąc kolejne cztery pozycje. Na mecie stawił się jako czternasty. Rok później, na mistrzostwach świata w Ramsau, wspólnie z Nurmelą, Manninenem i Lajunenem wywalczył złoty medal drużynowo. Indywidualnie Fin plasował się w pierwszej połowie drugiej dziesiątki: w Gundersenie był jedenasty, a w sprincie czternasty.
Ostatni raz na podium zawodów pucharowych Mantila stanął 3 stycznia 2000 roku w Oberwiesenthal, gdzie zajął trzecie miejsce w sprincie. W sezonie 1999/2000 jeszcze dziewięć razy znalazł się w czołowej dziesiątce, ale na podium już nie stawał. W klasyfikacji generalnej był ostatecznie dziesiąty. W lecie 2000 roku wziął udział w trzeciej edycji Letniego Grand Prix w kombinacji norweskiej, zajmując czwarte miejsce w klasyfikacji końcowej. W czterech konkursach indywidualnych Fin dwa razy stanął na podium: 26 sierpnia w Klingenthal był trzeci, a 30 sierpnia w Oberhofie drugi w Gundersenie. W Pucharze Świata startował do zakończenia sezonu 2001/2002, ale uzyskiwał coraz słabsze wyniki. Ostatni oficjalny występ zanotował 16 marca 2002 roku w Oslo, gdzie zajął 49. miejsce w sprincie. Mimo indywidualnych niepowodzeń Jari osiągał sukcesy drużynowe. Na mistrzostwach świata w Lahti w 2001 roku razem z Mantilą, Manninenem i Jaakko Tallusem zdobył brązowy medal w sztafecie. Finowie ulegli tylko Norwegom i Austriakom, tracąc do pierwszych 19,4 sekundy, a do drugich 8,5 sekundy. Indywidualnie pojawił się tylko w Gundersenie, plasując się na piętnastej pozycji. Rok później, podczas igrzysk olimpijskich w Salt Lake City wystąpił tylko w sztafecie, wraz Lajunenem, Manninenem oraz Tallusem sięgając po drużynowe mistrzostwo olimpijskie. Był to pierwszy drużynowy złoty medal w kombinacji w historii startów Finów na igrzyskach.
W 2002 roku zakończył karierę.

## Osiągnięcia

### Igrzyska Olimpijskie
| Miejsce | Dzień     | Rok  | Miejscowość    | Konkurencja             | Wynik zwycięzcy | Strata   | Zwycięzca           |
| ------- | --------- | ---- | -------------- | ----------------------- | --------------- | -------- | ------------------- |
| DNF     | 12 lutego | 1992 | Albertville    | Gundersen K-90/15 km    | 44:28,1         | -        | Fabrice Guy         |
| 7.      | 17 lutego | 1992 | Albertville    | Sztafeta K-90/3 × 10 km | 1:23:36,6       | +9:06,8  | Japonia             |
| 14.     | 19 lutego | 1994 | Lillehammer    | Gundersen K-90/15 km    | 39:07,9         | +5:48,7  | Fred Børre Lundberg |
| 8.      | 17 lutego | 1994 | Lillehammer    | Sztafeta K-90/3 × 10 km | 1:21.51,8       | +13:27,6 | Japonia             |
| 27.     | 14 lutego | 1998 | Nagano         | Gundersen K-90/15 km    | 41:21,1         | +4:49,5  | Bjarte Engen Vik    |
| 2.      | 20 lutego | 1998 | Nagano         | Sztafeta K-90/4 × 5 km  | 54:11,5         | +1:18,9  | Norwegia            |
| 1.      | 14 lutego | 2002 | Salt Lake City | Sztafeta K-90/4 × 5 km  | 48:42,2         | -        | -                   |

### Mistrzostwa świata
| Miejsce | Dzień     | Rok  | Miejscowość | Konkurencja             | Wynik zwycięzcy | Strata  | Zwycięzca           |
| ------- | --------- | ---- | ----------- | ----------------------- | --------------- | ------- | ------------------- |
| 24.     | 18 lutego | 1993 | Falun       | Gundersen K-90/15 km    | 46:47,5         | ?       | Kenji Ogiwara       |
| 8.      | 19 lutego | 1993 | Falun       | Sztafeta K-90/3 × 10 km | 1:19:25,7       | +6:25,6 | Japonia             |
| 2.      | 22 lutego | 1995 | Thunder Bay | Gundersen K-90/15 km    | 41:16,9         | +30,3   | Fred Børre Lundberg |
| 9.      | 10 marca  | 1995 | Thunder Bay | Sztafeta K-90/4 × 5 km  | 56:20,2         | ?       | Japonia             |
| 14.     | 22 lutego | 1997 | Trondheim   | Gundersen K-90/15 km    | 43:43,1         | +2:55,6 | Kenji Ogiwara       |
| 2.      | 23 lutego | 1997 | Trondheim   | Sztafeta K-90/4 × 5 km  | 52:18,0         | +55,6   | Norwegia            |
| 11.     | 20 lutego | 1999 | Ramsau      | Gundersen K-90/15 km    | 37:04,8         | +3:32,2 | Bjarte Engen Vik    |
| 1.      | 25 lutego | 1999 | Ramsau      | Sztafeta K-90/4 × 5 km  | 49:34,2         | -       | -                   |
| 14.     | 27 lutego | 1999 | Ramsau      | Sprint K-90/7,5 km      | 17:48,4         | +1:18,3 | Bjarte Engen Vik    |
| 15.     | 15 lutego | 2001 | Lahti       | Gundersen K-90/15 km    | 39:26,7         | ?       | Bjarte Engen Vik    |
| 3.      | 20 lutego | 2001 | Lahti       | Sztafeta K-90/4 × 5 km  | 48:54,1         | +19,4   | Norwegia            |

### Puchar Świata

#### Miejsca w klasyfikacji generalnej
- sezon 1991/1992: 24.
- sezon 1992/1993: 19.
- sezon 1993/1994: 9.
- sezon 1994/1995: 25.
- sezon 1995/1996: 3.
- sezon 1996/1997: 2.
- sezon 1997/1998: 23.
- sezon 1998/1999: 18.
- sezon 1999/2000: 10.
- sezon 2000/2001: 38.
- sezon 2001/2002: 41.

#### Miejsca na podium chronologicznie
| Nr | Data              | Miejscowość                   | Konkurencja          | Wynik zwycięzcy | Pozycja | Strata | Zwycięzca        |
| -- | ----------------- | ----------------------------- | -------------------- | --------------- | ------- | ------ | ---------------- |
| 1. | 19 grudnia 1995   | Val di Fiemme                 | Gundersen K120/15 km | ?               | 1.      | -      | -                |
| 2. | 13 stycznia 1996  | Štrbské Pleso                 | Gundersen K115/15 km | ?               | 2.      | ?      | Kenji Ogiwara    |
| 3. | 18 lutego 1996    | Murau                         | Gundersen K90/15 km  | ?               | 2.      | ?      | Mario Stecher    |
| 4. | 8 marca 1996      | Falun                         | Gundersen K115/15 km | ?               | 3.      | ?      | Hannu Manninen   |
| 5. | 22 listopada 1996 | Rovaniemi                     | Gundersen K90/15 km  | ?               | 1.      | -      | -                |
| 6. | 5 stycznia 1997   | Schonach                      | Gundersen K95/15 km  | ?               | 3.      | ?      | Samppa Lajunen   |
| 7. | 11 stycznia 1997  | Saalfelden am Steinernen Meer | Gundersen K90/15 km  | ?               | 3.      | ?      | Hannu Manninen   |
| 8. | 22 marca 1997     | Štrbské Pleso                 | Gundersen K115/15 km | ?               | 3.      | ?      | Bjarte Engen Vik |
| 9. | 3 stycznia 2000   | Oberwiesenthal                | Sprint K90/7.5 km    | ?               | 3.      | ?      | Samppa Lajunen   |

### Letnie Grand Prix

#### Miejsca w klasyfikacji generalnej
- 1999: 23.
- 2000: 4.
- 2001: 18.

#### Miejsca na podium chronologicznie
| Nr | Data             | Miejscowość | Konkurencja         | Wynik zwycięzcy | Pozycja | Strata | Zwycięzca      |
| -- | ---------------- | ----------- | ------------------- | --------------- | ------- | ------ | -------------- |
| 1. | 26 sierpnia 2000 | Klingenthal | Gundersen K90/15 km | ?               | 3.      | ?      | Felix Gottwald |
| 2. | 30 sierpnia 2000 | Oberhof     | Gundersen K90/15 km | ?               | 2.      | ?      | Samppa Lajunen |